# Show Champion
Show Champion (Hangul: 쇼 챔피언) es un programa de música surcoreano que se transmite en vivo todos los miércoles a las 18:00 KST en Bitmaru Broadcasting Center en Ilsan MBC Music. Es presentado por Gaon (Xdinary Heroes), Keum (Epex) y Hwarang (Tempest)

## Historia
El programa tiene como objetivo a los presentadores, artistas y hasta la audiencia a ser uno en la selección del «campeón» de la industria de la música. También proporcionará la canción más popular, el tema más caliente y el mejor novato de la semana. El espectáculo tiene dos conjuntos diferentes para cantar y entrevistas para combinar características de un programa de música y un espectáculo de variedades. En 2013, los productores del programa decidieron que el programa musical semanal sería cambiar de formato de pregrabado en un formato de show en vivo, los nuevos cambios en el show que comenzaron a surtir efecto a partir del 30 de enero.

## Sistema de calificación
Show Champion selecciona los 10 primeros de la semana y elige el ganador mediante la combinación de los siguientes:
- 45% Ventas digitales (Melon)
- 10% Ventas físicas (Hanteo)
- 15% Ranking de Netizens
- 15% Ranking de Industrias Musicales Profesionales
- 15% Puntos en MBC Music Broadcast

La canción que esté en el top chart obtiene el título de «Champion Song». Por otro lado, la estrella con el tema más caliente es nombrado como «Issue Champion», mientras que el mejor novato es llamado «Roockie Champion». La función de «Roockie Survival» llama la atención particularmente porque la audiencia va a dar puntajes durante la transmisión en vivo.
El 4 de septiembre de 2012 el programa fue reorganizado y la tabla de sistema de clasificación fue suprimida. En 2013, el show experimentó otra reorganización, que dio lugar a la resurrección de «Champion Song», el sistema de clasificación con los nuevos criterios comenzó a partir de 30 de enero.
- 50% Ventas digitales (transmisión + descargas)
- 15% Votos en línea (MelOn)
- 20% Ventas físicas (Hanteo)
- 15% Ranking de los Jueces Profesionales y Expertos (MBC Music)

## Temporadas
| Temporada | Temporada | Episodios | Episodios | Emisión original      | Emisión original        |
| Temporada | Temporada | Episodios | Episodios | Primera emisión       | Última emisión          |
| --------- | --------- | --------- | --------- | --------------------- | ----------------------- |
|           | 2012      | 26        | 26        | 14 de febrero de 2012 | 28 de agosto de 2012    |
|           | 2013      | 46        | 46        | 30 de enero de 2013   | 18 de diciembre de 2013 |
|           | 2014      | 39        | 39        | 8 de enero de 2014    | 26 de noviembre de 2014 |
|           | 2015      | 41        | 41        | 21 de enero de 2015   | 16 de diciembre de 2015 |
|           | 2016      | 41        | 41        | 27 de enero de 2016   | 21 de diciembre de 2016 |
|           | 2017      | 43        | 43        | 18 de enero de 2017   | 22 de noviembre de 2017 |
|           | 2018      | 42        | 42        | 10 de enero de 2018   | 19 de diciembre de 2018 |
|           | 2019      | 45        | 45        | 2 de enero de 2019    | 25 de diciembre de 2019 |
|           | 2020      | 39        | 39        | 19 de febrero de 2020 | 25 de noviembre de 2020 |
|           | 2021      | 40        | 40        | 20 de enero de 2021   | 15 de diciembre de 2021 |
|           | 2022      | 41        | 41        | 19 de enero de 2022   | 14 de diciembre de 2022 |
|           | 2023      | 38        | 38        | 8 de febrero de 2023  | 6 de diciembre de 2023  |
|           | 2024      | 41        | 41        | 24 de enero de 2024   | 4 de diciembre de 2024  |

## Ganadores
| Pos.                                       | Artista              | Victorias | Período       |
| ------------------------------------------ | -------------------- | --------- | ------------- |
| 1.º                                        | BTS                  | 22        | 2013-presente |
| 2.º                                        | Twice                | 18        | 2015-presente |
| 3.º                                        | EXO                  | 17        | 2012-presente |
| 4.º                                        | Seventeen            | 16        | 2015-presente |
| 5.º                                        | SHINee               | 14        | 2008-presente |
| 6.º                                        | GFriend              | 13        | 2015-2021     |
| 6.º                                        | Red Velvet           | 13        | 2014-presente |
| 7.º                                        | Wanna One            | 11        | 2017-2019     |
| 8.º                                        | (G)I-dle             | 9         | 2018-presente |
| 9.º                                        | Apink                | 8         | 2011-presente |
| 9.º                                        | Blackpink            | 8         | 2016-presente |
| 9.º                                        | Stray Kids           | 8         | 2017-presente |
| 10.º                                       | CNBLUE               | 7         | 2009-presente |
| 10.º                                       | Girls' Generation    | 7         | 2007-2017     |
| 10.º                                       | 4minute              | 7         | 2009-2016     |
| 10.º                                       | Infinite             | 7         | 2010-presente |
| 10.º                                       | Itzy                 | 7         | 2019-presente |
| 10.º                                       | BtoB                 | 7         | 2012-presente |
| 10.º                                       | VIXX                 | 7         | 2012-presente |
| 10.º                                       | Highlight (ex Beast) | 7         | 2009-presente |
| 11.º                                       | Sistar               | 6         | 2010-2017     |
| 11.º                                       | B1A4                 | 6         | 2011-presente |
| 11.º                                       | Mamamoo              | 6         | 2014-presente |
| 11.º                                       | Monsta X             | 6         | 2015-presente |
| 12.º                                       | Super Junior         | 5         | 2005-presente |
| 12.º                                       | EXID                 | 5         | 2012-presente |
| 12.º                                       | AOA                  | 5         | 2012-presente |
| 12.º                                       | IU                   | 5         | 2008-presente |
| 12.º                                       | Ateez                | 5         | 2018-presente |
| Última actualización: 12 de julio de 2023. |                      |           |               |

## Presentadores
| Período               | Período                 | Presentador(es)               |
| --------------------- | ----------------------- | ----------------------------- |
| 14 de febrero de 2012 | 25 de diciembre de 2012 | Shindong                      |
| 30 de enero de 2013   | 28 de agosto de 2013    | Hahm Eun-jung                 |
| 30 de enero de 2013   | 18 de diciembre de 2013 | Amber Liu                     |
| 8 de enero de 2014    | 26 de noviembre de 2014 | Kangin                        |
| 21 de enero de 2015   | 1 de julio de 2015      | Doyoung, Jaehyun              |
| 8 de julio de 2015    | 11 de diciembre de 2019 | Kim Shin-young                |
| 4 de marzo de 2020    | 26 de octubre de 2022   | Moonbin, Yoon San-ha, Kangmin |
| 8 de febrero de 2023  | presente                | Moonsua, Tsuki, Nana          |